# Nysa (Anatolie)
Pour les articles homonymes, voir Nysa et Nyssa.
Nysa (en grec : Νῦσα) est une cité grecque de Carie en Anatolie. Elle est située  dans la vallée du Méandre, dans le district de Sultanhisar de la province d'Aydın.

## Histoire
D'après Strabon, Nysa était aussi appelée Athymbra (en grec : Ἄθυμβρα) : 
« L'histoire parle de trois frères, Athymbrus, Athymbradus et Hydrélus, qui, venus de Lacédémone, auraient fondé ici aux environs trois villes, auxquelles ils auraient donné respectivement leurs noms ; mais, la population de ces villes ayant peu à peu diminué, les trois se seraient fondues en une seule et auraient ainsi formé Nysa. Il est de fait qu'aujourd'hui encore les Nyséens proclament Athymbrus comme leur premier fondateur ». Strabon devait bien connaître l'histoire de la ville pour y avoir fait ses études auprès du géographe Aristodème de Nysa.
La ville était dédiée à Dionysos (en grec : Διόνυσος), le Bacchus des Romains, qui est par excellence le « dieu nycéen ».

## Description
Strabon décrit assez longuement la ville, ses dires sont corroborés par les fouilles archéologiques. La ville était divisée en deux parties reliées par un pont franchissant la rivière passant dans une gorge en son centre. La partie occidentale sur la rive droite comprend l'amphithéâtre sous lequel la rivière était canalisée dans un tunnel. Près du théâtre se trouve le gymnase et de l'autre côté il y a l'agora et le geronticon (bouleutérion).
Il reste peu de traces du pont de 100 m qui franchissait la rivière et qui était l'un des plus longs de son genre. D'autres constructions plus tardives comme une église, des bains et la bibliothèque ne sont évidemment pas connues de l'auteur.
Au sud de Nysa se trouve le site d'Acharaca (en grec : Ἀχάρακα) actuellement le village de Salavatlı. Il y avait là un temple dédié à Pluton (Plutonium) et à Coré. Strabon parle d'un lieu appelé charonium (en grec : Χαρώνιον). L'entrée du lieu était réservée aux prêtres et aux malades qui y restaient sans manger pendant plusieurs jours. Il s'y tenait aussi une cérémonie annuelle : « Chaque année il se tient à Acharaca une panégyris (assemblée), et l'on peut dire que c'est là le vrai moment pour juger par ses yeux de l'affluence des malades, et pour recueillir tout ce qui se dit de ces cures merveilleuses. Il est d'usage ce même jour-là, à midi, que des jeunes gens et des éphèbes, nus et le corps bien frotté d'huile s'élancent hors de leur gymnase, prennent un taureau, le traînent le plus vite qu'ils peuvent jusqu'au seuil de l'antre et l'y lâchent ; le taureau y fait quelques pas, tombe et expire ».